# Цуцвіль (Санкт-Галлен)
Цуцвіль (нім. Zuzwil SG) — громада  в Швейцарії в кантоні Санкт-Галлен, виборчий округ Віль.

## Географія
Громада розташована на відстані близько 140 км на північний схід від Берна, 21 км на захід від Санкт-Галлена.
Цуцвіль має площу 9 км², з яких на 20% дозволяється будівництво (житлове та будівництво доріг), 54,8% використовуються в сільськогосподарських цілях, 23,7% зайнято лісами, 1,4% не є продуктивними (річки, льодовики або гори).

## Демографія
2019 року в громаді мешкало 4792 особи (+4,5% порівняно з 2010 роком), іноземців було 12,6%. Густота населення становила 534 осіб/км².
За віковим діапазоном населення розподілялося таким чином: 21,2% — особи молодші 20 років, 61% — особи у віці 20—64 років, 17,8% — особи у віці 65 років та старші. Було 1969 помешкань (у середньому 2,4 особи в помешканні).
Із загальної кількості 2028 працюючих 67 було зайнятих в первинному секторі, 761 — в обробній промисловості, 1200 — в галузі послуг.